# Der Minister
Der Minister ist ein deutscher Fernsehfilm aus dem Jahr 2013, der von teamWorx für Sat.1 produziert wurde. Die Satire ist stark an den Aufstieg und Fall des ehemaligen Wirtschafts- und Verteidigungsministers Karl-Theodor zu Guttenberg in Verbindung mit seiner Plagiatsaffäre angelehnt.

## Handlung
Franz Ferdinand von und zu Donnersberg ist ein charismatischer, wohlerzogener und gutaussehender junger Mann aus schwerreichem Hause, der seine Zukunft in der Politik sieht. Sein Sandkastenfreund Max Drexel ist blitzgescheit, strebsam, schlagfertig, aber von einfacher Herkunft und steht nicht gerne im Vordergrund. Zusammen sind sie aber ein unschlagbares Team, da Max sein Büro leitet und ihm die verschwurbelten und hochtrabenden Reden schreibt, für die Franz Ferdinand so viel Applaus und Anerkennung bekommt. Doch die Kanzlerin Angela Murkel beäugt den jungen Abgeordneten mit großer Skepsis. Franz Ferdinand erkennt, dass er sein Ansehen bei der Kanzlerin durch einen Doktortitel heben könnte. Deshalb bittet er seinen Freund Max, ihm seine Doktorarbeit zu schreiben. Dieser willigt zwar ein, aber die Zeit drängt und da er mit all den anderen Aufgaben, die ihm sein Freund ohne Rücksicht aufbürdet, ohnehin schon unrettbar überlastet ist, trickst und schludert er die Arbeit nach einem Machtwort seiner genervten Ehefrau irgendwie zusammen und kopiert Inhalte, die eigentlich als Quellen dienen sollten, wortwörtlich hinein, ohne sie sprachlich zu ändern oder sie als Zitate zu kennzeichnen, in der festen Annahme, dass bei der Beliebtheit Franz Ferdinands schon niemand so genau alles nachprüfen wird. Er behält recht, kurze Zeit später ist Franz Ferdinand promoviert und wird mit dem Wirtschaftsministerium betraut. Seine erste Dienstreise führt ihn nach New York, wo er die Autofirma Forpel retten soll. Dank des Chefredakteurs vom Blitz-Kurier, Jan Breitmann, wird seine Rettung medienwirksam inszeniert. In kürzester Zeit werden Franz Ferdinand und seine Frau Viktoria zu Mega-Stars in der Politik.
Max hingegen erlebt zur selben Zeit seinen persönlichen Tiefpunkt: Seine Frau Lisa verlässt ihn mitsamt den gemeinsamen Kindern, da er wegen Franz Ferdinand seine Ehe und Familie vernachlässigt hat. Doch als sich auf einmal sein Freund Franz Ferdinand auch noch von ihm abwendet und Max ohne Job dasteht, fasst er einen weitreichenden Entschluss. Aus Enttäuschung über das Verhalten seines Kindergartenfreundes, der nur dank seiner Hilfe so weit kommen konnte, sticht er durch, dass die Doktorarbeit ein Plagiat ist. Daraufhin folgt der spektakuläre Absturz des Franz Ferdinand von und zu Donnersberg.

## Produktion

### Idee und Drehbuch
Anfang Oktober 2011 gab der Geschäftsführer von teamWorx, Nico Hofmann, bekannt, dass er die Geschichte des ehemaligen Verteidigungsministers Karl-Theodor zu Guttenberg in einer „Satire und mit viel Humor“ verfilmen wolle. Zwei Tage später folgte die gemeinsam mit dem Sender Sat.1 veröffentlichte offizielle Ankündigung unter dem Arbeitstitel „Der große Bruder“. Einzelheiten zur Geschichte wurden erstmals zu Beginn der Dreharbeiten im September 2012 veröffentlicht. Leser der im Februar 2012 erschienenen Satire „Ich war Guttenbergs Ghost“ wiesen ebenso wie der Verlag Kiepenheuer & Witsch nach Ausstrahlung auf „frappierende Ähnlichkeiten“ zwischen den im Buch und im Film beschriebenen Ghostwritern hin, die Produktionsfirma legte jedoch in einer Stellungnahme Wert auf die zwischenzeitlich vom Verlag unterschriebene Feststellung, dass der Film „unabhängig vom Buch“ entstanden sei.
In die fiktive Filmhandlung sind zahlreiche Originalzitate Karl-Theodor zu Guttenbergs integriert. Darüber hinaus soll die Autorin des Drehbuchs, Dorothee Schön, mutmaßlich nach dem Vorbild der berühmten Doktorarbeit des Ministers, selbst Formulierungen anderer Autoren übernommen haben, ohne diese gefragt oder die Übernahmen kenntlich gemacht zu haben. Es war die Rede vom „Plagiat des Plagiats“. Die Redaktion des Satire-Magazins Titanic wies bereits nach Veröffentlichung des Film-Trailers auf mehrere wörtlich übernommene Textstellen aus ihrem Artikel Wüstentreff mit Guttensteph von Oliver Maria Schmitt hin. Dorothee Schön betonte in Interviews, dass sie sich von Witzen über Guttenberg habe inspirieren lassen und sie ihr Drehbuch als „Mediencollage“ versteht, die neben Titanic. auch Einlassungen der Bildzeitung verwertet habe. Der Fall wurde nie justiziabel, löste aber vorübergehend ein erhebliches Medieninteresse aus.

### Besetzung
Als Hauptdarsteller wollte man zuerst Jan Josef Liefers als Verteidigungsminister, Anja Kling als dessen Ehefrau und Henning Baum als Ghostwriter. Auch Annette Frier und Hans-Werner Meyer sollten Rollen im Film übernehmen. Liefers gab kurze Zeit später bekannt, die Geschichte noch nicht zu kennen und seine Entscheidung über eine Mitwirkung vom noch nicht vorliegenden Drehbuch abhängig zu machen.
Der Bild am Sonntag sagte Hofmann von teamWorx, dass Jan Josef Liefers mit seinen 47 Jahren zu alt sei und dass man stattdessen einen Hauptdarsteller zwischen 25 und 35 Jahren suche, um die Besetzung zu verjüngen. Gleichzeitig gab der Produzent bekannt, dass Katharina Thalbach die Rolle der Kanzlerin übernehmen werde, da diese „Angela Merkel sehr ähnlich sehe“. In den darauffolgenden Monaten wurde intensiv nach einer passenden Besetzung gesucht. So wurde Mitte Juni 2012 Alexandra Neldel für die Rolle der Ehefrau gecastet. Am 6. Juli 2012 bestätigte Produzent Nico Hofmann, dass Kai Schumann die Rolle des Verteidigungsministers spielen werde. Hofmann erklärte seine Darstellerwahl gegenüber der Bild folgendermaßen: „Wir haben für die Rolle knapp 20 Schauspieler gecastet. Aber als Kai Schumann auf die Kamera zuging, wusste ich: Er ist es. Er war fulminant!“ Im September 2012 wurde auch bekannt, dass der Verteidigungsminister Franz Ferdinand von Donnersberg heißen wird.
| Darsteller/in         | Rolle                                           | Reale Person               |
| --------------------- | ----------------------------------------------- | -------------------------- |
| Kai Schumann          | Franz Ferdinand Freiherr von und zu Donnersberg | Karl-Theodor zu Guttenberg |
| Johann von Bülow      | Max Drexel                                      | Fiktiv                     |
| Alexandra Neldel      | Viktoria von und zu Donnersberg                 | Stephanie zu Guttenberg    |
| Katharina Thalbach    | Angela Murkel                                   | Angela Merkel              |
| Walter Sittler        | Rochus von und zu Donnersberg                   | Enoch zu Guttenberg        |
| Thomas Heinze         | Jan Breitmann                                   | Kai Diekmann               |
| Stefanie Stappenbeck  | Lisa Drexel                                     | Fiktiv                     |
| Susan Sideropoulos    | Karin Breitmann                                 | Katja Kessler              |
| Klaus-Peter Grap      | Außenminister Wellerweste                       | Guido Westerwelle          |
| Christoph Hofrichter  | Finanzminister Schäuffele                       | Wolfgang Schäuble          |
| Peter Prager          | Ehemann von Angela Murkel                       | Joachim Sauer              |
| Heike Warmuth         | Mandy                                           | Fiktiv                     |
| Reiner Schöne         | Doktorvater                                     | Peter Häberle              |
| Michael Schönborn     | Lehrer Kreschel                                 |                            |
| Matthias Koeberlin    | Kernmann                                        | Johannes B. Kerner         |
| Petra Berndt          | Mutter Drexel                                   | Fiktiv                     |
| Klaus Schindler       | Generalinspekteur                               |                            |
| René Schoenenberger   | Staatssekretär                                  |                            |
| Maximilian Ehrenreich | Franz Josef junior                              |                            |

### Dreharbeiten
Die sechswöchigen Dreharbeiten fanden im September und Oktober 2012 statt. Gedreht wurde in Berlin und in Tettnang am Bodensee. Ein Teil der Dreharbeiten fand auch im Studio Babelsberg in Potsdam statt; so wurden u. a. die Innenaufnahmen im Flugzeug, sowie Szenen im Deutschen Bundestag oder beim Ausstieg aus dem Regierungsflugzeug in Afghanistan in den Ateliers des Studios produziert.

## Veröffentlichung
Der Film wurde am 12. März 2013 auf Sat.1 ausgestrahlt. Einen Tag nach der Fernsehausstrahlung erschien der Film bei Pandastorm Pictures auf DVD und Blu-ray.

## Rezeption

### Auszeichnungen
Der Minister wurde beim Deutschen Fernsehpreis nominiert in der Kategorie „Bester Fernsehfilm 2013“.
Von der Deutschen Akademie für Fernsehen bekam Katharina Thalbach den Preis für die „Beste weibliche Nebenrolle“ verliehen. Jochen Ketschau war für „Beste Redaktion“ nominiert.
Der Minister wurde für den Grimme-Preis 2014 nominiert in der Kategorie „Fiktion“.

### Kritik
„Die Idee mit dem ‚Ghostwriter‘ ist Fiktion, der Rest ist Realität, und die war im Grunde schon derart satirisch, dass Schön sie nur ein bisschen zuspitzen musste. Kurzweiliger als die vielen Pointen und die diversen amüsanten Details (Seehofers Modelleisenbahn!) sind nur die Bosheiten am Rande, gern auf Kosten von Donnersberg-Gattin Viktoria (Alexandra Neldel). Doch bei allem Respekt für die formidable Leistung Kai Schumanns und die Körperspannung, mit der er ‚Donni‘ versieht: Heimlicher Star des Films ist Katharina Thalbach als Angela Murkel. Sie hat die mit Abstand besten Dialoge, stattet die Kanzlerin mit liebenswerten Marotten aus und sorgt bei den Ausflügen in die heimische Uckermark zum Gatten (Peter Prager) mehrfach für erstaunliche und äußerst vergnügliche Einblicke ins Privatleben der mächtigsten Frau der Welt, zumal Janson diese Augenblicke mit lässiger Beiläufigkeit inszeniert.“

„«Der Minister» gibt insgesamt das überaus amüsante Bild einer stimmigen Komödie ab, die sich im weitesten Sinne an den realen Geschehnissen rund um die Guttenberg-Affäre orientiert. Die Macher wahrten dabei jedoch eine unerwartet große Distanz, weshalb die Produktion zwar immer noch eine Politsatire ist, den Schwerpunkt jedoch auf die Comedy legt und weniger auf die politischen Hintergründe. Das tut dem Spaß und der liebevollen Detailarbeit jedoch keinen Abbruch, sondern erfüllt nur andere Erwartungen als sich das Publikum vielleicht erhoffte. Die Besetzung ist ein Geschenk, die technische Umsetzung ist unauffällig-makellos und «Der Minister» dadurch die vielleicht eigensinnigste und daher beste Sat.1-Komödie seit Langem.“

„Nein, die Satire reicht nicht an Schtonk heran, manches ist purer Klamauk, gelegentlich überschreitet der Film die Grenzen des schlechten Geschmacks. Gerade weil Humor stets eine ernste Angelegenheit ist, liegt ein gewisses Verdienst des Films trotzdem im Nachweis, dass Satire amüsant sein kann, auch wenn sie nicht auf dem Über-Niveau des frühen Helmut Dietl angesiedelt ist, das dieser bekanntlich selbst nicht mehr erreicht.“

„Besser als ‚Schtonk‘ – Lange nicht mehr so gelacht: Sat.1 ist mit dem Film ‚Der Minister‘ über die Plagiatsaffäre von Karl-Theodor zu Guttenberg eine großartige Satire auf den mediengetriebenen Politikbetrieb gelungen.“

„Wie gerne hätte ich diesen Film verrissen. Ich hätte Sätze geschrieben wie ‚Beim Verlassen der Vorführung empfand ich das dringende Bedürfnis, meine Augen mit Salzsäure auszuwaschen.‘ Daraus wird nichts. Denn wider Erwarten ist der ‚Minister‘, die Guttenberg-Satire von SAT1, ganz gut geworden. Nicht in dem Sinn, in dem ‚Schtonk!‘ gut ist. Sondern: ‚Der Minister‘ wird seinem Sujet gerecht. Keine scharfzüngige Analyse, kein gewitzter Kommentar, kein meinungsstarker Leitartikel hat geschafft, was diesem Film mit spielerischer Leichtigkeit gelingt: Das Phänomen Guttenberg auf seine boulevardeske Quintessenz zu reduzieren.“

In der Frankfurter Allgemeinen Zeitung wurden Vorwürfe erhoben, dass der Film mehrere Textpassagen enthalte, die so oder ähnlich bereits anderswo verwendet wurden. Konkret habe man sich bei der britischen Satire Yes, Minister sowie bei Oliver Maria Schmitt, Schriftsteller und ehemaliger Titanic-Chefredakteur, bedient. Drehbuchautorin Dorothee Schön sprach gegenüber der FAZ von einer „Mediencollage“. Sie habe sich für das Drehbuch verschiedentlich inspirieren lassen.

### Einschaltquoten
Die Premiere am 12. März 2013 sahen 4,44 Millionen Menschen, was einen durchschnittlichen Marktanteil von 14 % ergab. In der werberelevanten Zielgruppe der 14- bis 49-Jährigen erzielte der Film einen Marktanteil von 18,2 %.